# ARP Backstage Pass
ARP Backstage Pass ist eine Anime-Fernsehserie aus dem Jahr 2020, die zum Musik-Franchise AR performers gehört und über die gleichnamige virtuelle Boygroup und deren Mitglieder, japanische Idols erzählt. Die Serie entstand bei Studio Dynamo Pictures und wurde auch weltweit per Streaming veröffentlicht.

## Inhalt
Die Serie erzählt über den Alltag und das Zusammenwachsen der Boygroup AR performers (ARP), deren vier Mitglieder alle auf eine renommierte Musikschule gehen und dort gecastet wurden. Während der etwas abgehobene Shinji aus reichem Hause stammt und lange erfolglos dem Ruhm seines Vaters, eines bekannten Violinisten, nachstrebt, sind Rage und Daiya arm und haben lange in einer kleinen Rockband gespielt. Dabei wurden sie vom Produzenten von ARP entdeckt und wegen ihres Charismas in die Band und damit auch in die Musikschule eingeladen, was sie wegen der versprochenen Entlohnung und der damit verbundenen Chancen auch annahmen. Der lebhafte León stieß zuletzt zur Gruppe, als die anderen bereits unter dem Namen bekannt geworden sind und auch von ihm bewundert wurden. Er ist schon seit frühester Kindheit von Gesang und Tanz begeistert und darin begabt. Bei seinen Tänzen im Schulhof wurde er entdeckt und für die Gruppe geworben. Eine Besonderheit von ARP ist, dass die Mitglieder auf der Bühne in Wettkämpfen gegeneinander antreten, wobei Sieg und Niederlage nicht nur die Mitglieder anstacheln, sondern auch zu immer neuen Ideen und Arrangements Anlass geben.

## Produktion
Die Serie entstand beim Studio Dynamo Pictures unter der Regie von Tetsuya Endo. Hauptautor war Korie Tomonaga, die Vorlage lieferte Akira Uchida, der als Produzent der Boygroup und auch der Animeserie fungiert. Das Charakterdesign entwarf Moga Shiina und die künstlerische Leitung lag bei Masaru Satō und Nami Maniwa. Für die 3D-Animationen war Satoshi Takamura verantwortlich und das 3D-Charakterdesign schuf Megumi Hamasaki.
Zunächst noch für 2019 angekündigt, startete die Serie schließlich am 13. Januar 2020 beim Sender Tokyo MX, ehe sie etwas später auch bei BS11 gezeigt wurde. International wird der Anime mit Untertiteln in Deutsch, Englisch und weiteren Sprachen von Crunchyroll per Streaming veröffentlicht.

### Synchronisation
Als Sprecher der vier Protagonisten sind diese selbst angegeben.
| Rolle             | japanischer Sprecher (Seiyū) |
| ----------------- | ---------------------------- |
| Eiji Kanō         | Daisuke Namikawa             |
| Vorsitzender      | Kazuhiko Inoue               |
| Sekretär          | Takuya Eguchi                |
| Haruomi Matsumoto | Wataru Komada                |

### Musik
Die in der Serie gespielten Lieder, ebenso wie der Vorspanntitel Burn it up, stammen von der Boygroup AR performers selbst.